# مون سوك
لي سو مين (بالكورية: 문숙)‏ هي ممثلة كورية جنوبية. ولدت يوم 19 مايو 1954 في يانغجو في كوريا الجنوبية.

## روابط خارجية
- مون سوك على موقع IMDb (الإنجليزية)
- مون سوك على موقع قاعدة بيانات الفيلم (الإنجليزية)